# Zone du tuf
La Zone du tuf (en italien : Area del Tufo)  est un territoire italien de la Toscane qui se situe à l'extrémité sud-est de la province de Grosseto ; il est caractérisé par la présence et la diffusion de tuf volcanique qui donne à cette région une concentration naturelle de radon supérieure à la moyenne,.

## Délimitation
La zone s'étend administrativement sur les communes de Pitigliano et Sorano et sur une partie de Castell'Azzara, et géographiquement limitée au nord par la partie sud-est du massif du Mont Amiata, à l'est et au sud par la région du Latium, à l'ouest par les Collines dell'Albegna e del Fiora.
Ce territoire est caractérisé par de nombreux vestiges rupestres,  des centres importants de la période étrusco-romaine, des bourgs et des fortifications médiévales.

## Lieux dignes d'intérêt

### Centres historiques
- Castell'Azzara
- Pitigliano
- Sorano
- Sovana (frazione de Sorano)
- Castell'Ottieri (Sorano)
- San Giovanni delle Contee (Sorano)
- Montebuono (Sorano)

### Châteaux et fortifications
- Château de Montorio (Sorano)
- Rocca di Montevitozzo (Sorano)
- Villa Orsini  (Sorano)
- Rocca di Fregiano (Sorano)

### Abbayes et monastères
- Abbazia di Montecalvello (Sorano)
- Pieve di Santa Maria dell'Aquila (Sorano)
- Santuario della Madonna del Cerreto  (Sorano)

### Zones archéologiques
- Poggio Buco, entre Manciano et Pitigliano,
- Parco archeologico del Tufo à Pitigliano et à Sorano avec l'Area archeologica di Sovana,
- Les Vie Cave (ou Cavoni), à Pitigliano et Sorano.

#### Vestiges troglodytiques
- Site de Vitozza à San Quirico (Sorano)